# Giornata europea del Numero di emergenza unico europeo

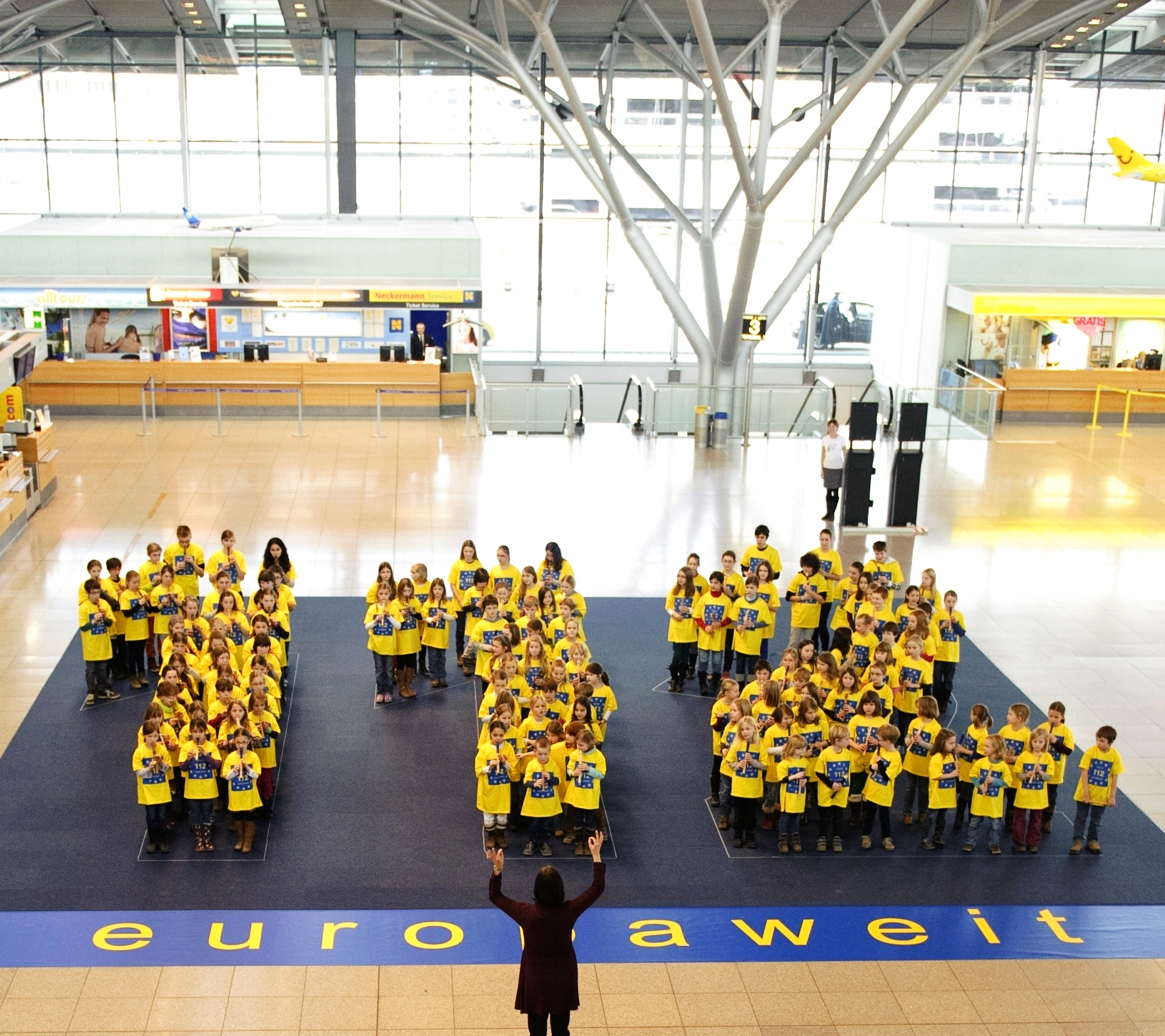
Aeroporto di Stoccarda: bambine e bambini della scuole di musica di Leinfelden-Echterdingen, Schönbuch e Stoccarda suonano l'Inno europeo disposti in modo da formare il numero "112" in occasione della Giornata europea del 112, l'11 febbraio 2014.

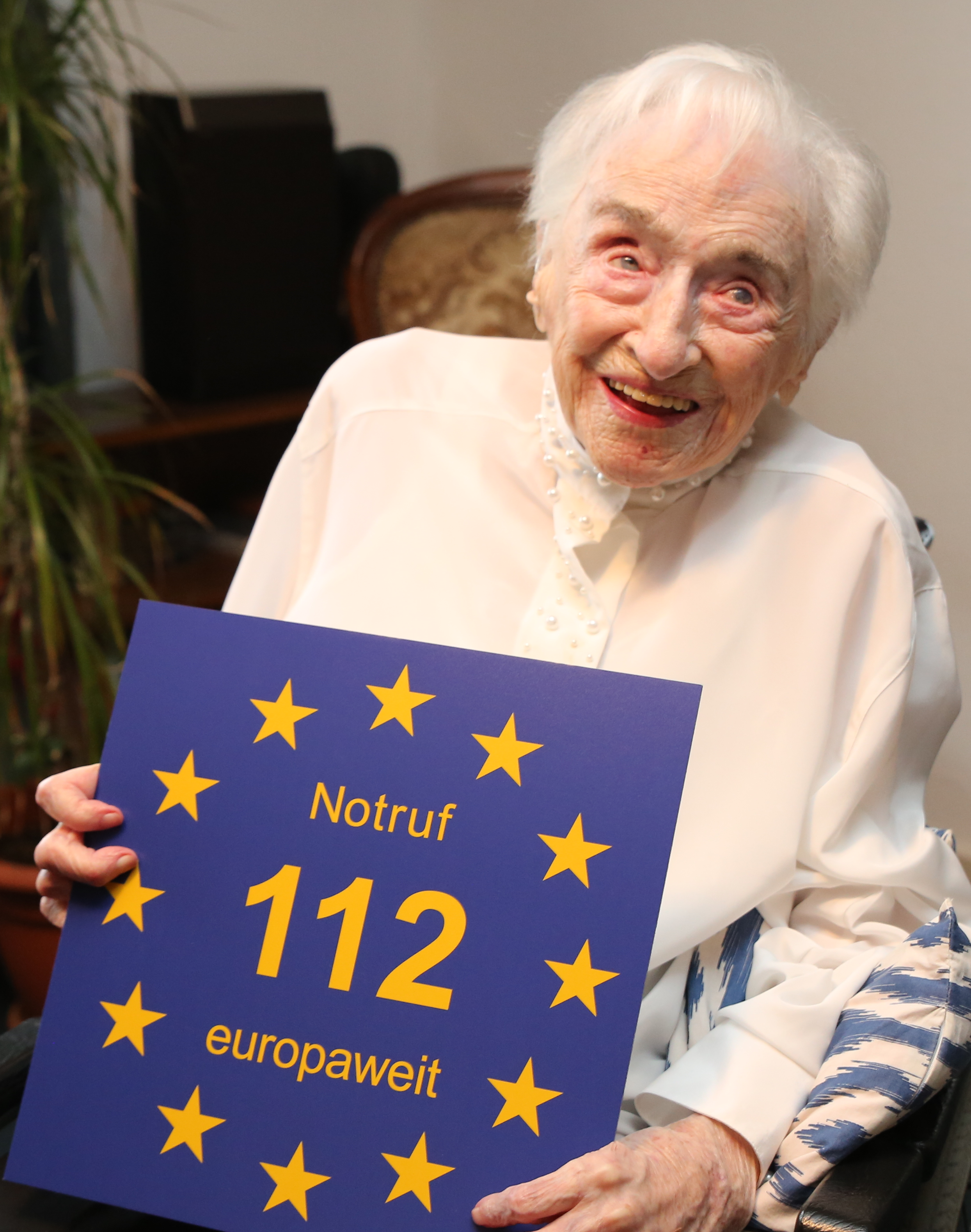
Edelgard Huber von Gersdorff, 112 anni, patrona onoraria della campagna "One Europe – one number!" che mira a incrementare la conoscenza del Numero di Emergenza Unico Europeo.

La Giornata europea del Numero di Emergenza Unico Europeo si festeggia l'11 febbraio di ogni anno in tutta l'Unione europea. È stata introdotta dall'Unione europea e vuole promuovere l'esistenza e l'uso appropriato del Numero di Emergenza Unico Europeo 112.

## La chiamata d'emergenza europea
Il Numero di Emergenza Unico Europeo 112 è stato introdotto nel 1991 allo scopo di rendere una comune chiamata di emergenza disponibile in ogni stato dell'Unione europea. In alcuni paesi europei, comunque, il numero non è attivo in tutto il territorio nazionale e/o sono attivi altri numeri di emergenza nazionali.
A partire dal dicembre 2008, i servizi di chiamata d'emergenza possono essere raggiunti gratuitamente da tutte le reti fisse e mobili all'interno dell'Europa digitando il numero pubblico 112. 

## Storia
Il Parlamento europeo, il Consiglio dell'Unione europea e la Commissione europea hanno firmato nel 2009 una convenzione tripartita per introdurre la Giornata europea del 112, al fine di incrementare la conoscenza del servizio e la consapevolezza degli innumerevoli vantaggi che derivano dall'avere un numero di emergenza europeo. Come giorno è stato scelto l'11 febbraio, dal momento che la data include il numero telefonico (11/2).
L'idea di dedicare un giorno speciale alla chiamata di emergenza è stato inizialmente discusso dal Parlamento europeo nel 2007 nell'ambito della preparazione della Dichiarazione del Parlamento europeo sul numero di emergenza europeo 112.
In generale, la necessità di aumentare il livello della conoscenza del Numero di Emergenza Unico Europeo è stata confermata dal Flash 228 dell'Eurobarometro Flash del febbraio 2008: soltanto il 22% dei soggetti interpellati nella media europea era a conoscenza del fatto che il numero telefonico di emergenza 112 fosse valido e disponibile in tutta l'Unione europea.  Questa necessità è stata ulteriormente confermata nel 2009 (media europea del 24%) e nel 2010 (media europea del 25%).

## Celebrazione
Ogni anno vengono organizzate in tutta Europa moltissime attività per celebrare la Giornata europea del 112. Alcune su iniziativa di politici e di governi, altre di servizi di soccorso, di vigili del fuoco e organizzazioni non governative (ONG).
Varie attività sono state organizzate in tutta Europa, come per esempio a Bruxelles dove nel 2016 il Manneken Pis è stato vestito con una divisa del 112, o in Estonia dove si è tenuta una gara nella quale le famiglie e le scuole materne furono incoraggiate a scrivere 112 sulla neve e a condividerne le fotografie.